# 紀元前398年
紀元前398年（きげんぜん398ねん）は、ローマ暦の年である。
当時は、「ポティトゥス、メドゥリヌス、ラクトゥキヌス、フィデナス、カミルスとコルヌトゥスが執政武官に就任した年」として知られていた（もしくは、それほど使われてはいないが、ローマ建国紀元356年）。紀年法として西暦（キリスト紀元）がヨーロッパで広く普及した中世時代初期以降、この年は紀元前398年と表記されるのが一般的となった。

## 他の紀年法
- 干支 : 癸未
- 日本
  - 皇紀263年
  - 孝昭天皇78年
- 中国
  - 周 - 安王4年
  - 秦 - 恵公2年
  - 晋 - 烈公18年
  - 楚 - 悼王4年
  - 斉 - 康公7年
  - 燕 - 簡公17年
  - 趙 - 武公2年
  - 魏 - 文侯48年
  - 韓 - 烈侯2年
- 朝鮮
  - 檀紀1936年
- ベトナム :
- 仏滅紀元 : 147年
- ユダヤ暦 :

## できごと

### シチリア
- シュラクサイの僭主ディオニュシオス1世 がカルタゴとの和平協定を破り、疫病によって疲弊していたカルタゴの隙をついて、シチリア島西部のカルタゴ領諸都市を攻撃した。これら諸都市の多くでは、カルタゴ人の大量殺戮が行なわれた。良港をもつモティア も攻撃され、陥落した（モティア包囲戦）。

### 中国
- 楚が鄭軍を破り、鄭を包囲した。鄭人は宰相の駟子陽を殺した。

## 死去
- 駟子陽-鄭の宰相